# Jaromír Dolanský

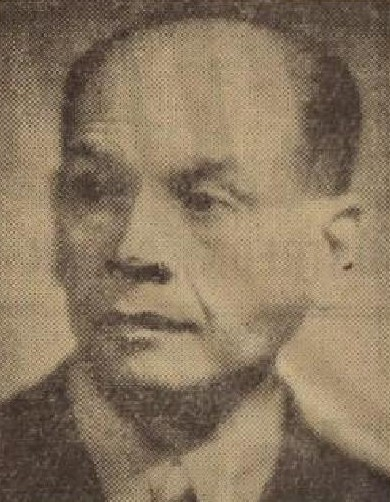
Jaromír Dolanský

Jaromír Dolanský (* 25. Februar 1895 in Karlín (Prag); † 16. Juli 1973 in Prag) war ein tschechoslowakischer Jurist, Ökonom, Politiker der Kommunistischen Partei der Tschechoslowakei (KPTsch), Abgeordneter in der Nationalversammlung und Minister in einigen Regierungen. Er war langjähriges Mitglied des Zentralkomitees und des Politbüros der KPTsch und beteiligte sich sowohl an der Vorbereitung der Währungsreform von 1953 wie auch an den Entscheidungen der politischen Schauprozesse der 1950er Jahre.

## Leben, politische Karriere
In den Jahren von 1913 bis 1915 und von 1918 bis 1921 studierte Dolanský an der Jurafakultät der Karls-Universität in Prag, dazwischen verbrachte er einige Jahre an der russischen Ostfront. Bereits 1922 trat er der KPTsch bei. Er schloss sich der radikalen, moskau- und kominternorientierten Gruppe um Klement Gottwald an, die später unter dem Beinamen Buben von Karlín ("karlínští kluci") in die Geschichte einging. Auf dem V. Parteitag der KPTsch im Februar 1929 übernahmen diese jungen Funktionäre die Macht in der KPTsch. Nach 1924 leitete er die theoretische Parteizeitschrift Komunistická revue, ab etwa 1938 befand er sich in der Führung der Partei. Dolanský engagierte sich in der Gewerkschaftsbewegung und war von 1930 bis 1935 Sekretär der radikalen Organisation Rudé odbory (Rote Gewerkschaften), ab 1935 war er Abgeordneter der Nationalversammlung. 1939 wurde er beim Versuch, aus dem besetzten Land zu flüchten, verhaftet und zuerst im Gefängnis Pankrác in Prag, kurz in Dresden und dann bis zum Kriegsende fünf Jahre im KZ Sachsenhausen interniert.
Nach dem Kriegsende setzte Dolanský seine Karriere fort. Ab dem 2. August 1945 kehrte er ins Zentralkomitee der KPTsch zurück und am 4. September 1945 wurde er ins ZK-Präsidium gewählt. In diesen hohen Leitungspositionen blieb er viele Jahre. Im Präsidium des ZK arbeitete er bis zum 15. Juni 1954, vom September 1951 bis zum ebenfalls Juni 1954 nahm er an den Sitzungen des politischen Sekretariats des ZK teil, danach bis zum 8. Dezember 1962 war er Mitglied des Politbüros des ZK der KPTsch und danach  bis zum 4. April 1968 wieder im Präsidium des Zentralkomitees. Im Februar 1969 hat er seine Mitgliedschaft im ZK der Partei freiwillig beendet. Außerdem war Dolanský von 1945 bis 1971 Abgeordneter in verschiedenen Nationalversammlungen, zuletzt in der Föderalen Nationalversammlung der ČSSR.
Ebenfalls gleich nach dem Kriegsende begann Jaromír Dolanský seine Karriere als Minister in einigen Regierungen:
- 1946 Finanzminister in der Regierung Klement Gottwald I (2. Juli 1946 – 25. Februar 1948) und Regierung Klement Gottwald II (25. Februar 1948 – 15. Juni 1948)
- Finanzminister (15. Juni 1948 – 5. April 1949) in der Regierung Antonín Zápotocký, bis 21. März 1953 dann stellvertretender Ministerpräsident (nachdem ihn Jaroslav Kabeš als Finanzminister ablöste)
- stellvertretender Ministerpräsident in der Regierung Viliam Široký I (21. März 1953 – 12. Dezember 1954), ab 14. September 1953 Erster stellvertretender Ministerpräsident
- stellvertretender Ministerpräsident in der Regierung Viliam Široký II (12. Dezember 1954 – 11. Juli 1960) und Regierung Viliam Široký III (11. Juli 1960 – 20. September 1963)

Jaromír Dolanský beteiligte sich, zusammen mit Jaroslav Kabeš, an der Vorbereitung der Währungsreform von 1953, welche die Ersparnisse der Bevölkerung vernichtete und zum Absinken des Lebensniveaus führte.
Dolanskýs langes Wirken in der Partei und in den Regierungen ist nicht einfach einzuschätzen. Einerseits war er (wenngleich nicht ausschlaggebend) an den Entscheidungen der politischen Schauprozesse der 1950er Jahre beteiligt, andererseits stimmte er im Dezember 1967 für die Absetzung der Generalsekretärs der KPTsch Antonín Novotný. Nach 1968 trat er von den meisten Posten selber zurück. Er wurde weder während des Prager Frühlings noch in der Zeit der Normalisierung kritisiert.